# Lärm
Als Lärm oder auch Krach werden Geräusche (Schall) bezeichnet, die durch ihre Struktur (meist Lautstärke) auf die Umwelt (insbesondere Menschen) störend (Störschall), belastend oder gesundheitsschädigend wirken.
Ob Geräusche als Lärm bewusst wahrgenommen werden, hängt besonders von der Bewertung der Schallquelle durch den Hörer ab. Trotz akustischer Gewöhnung kann Lärm unbewusst weiter auf Körper und Psyche wirken. Lärm kann den biologischen Rhythmus (siehe auch Tag-Nacht-Rhythmus) stören (Ruhestörung) und Schlafstörungen verursachen bzw. fördern.

## Begriff
Das Wort Lärm stammt vom italienischen all'arme, „zu den Waffen!“, und ist mit „Alarm“ verwandt. Noch bis in die Mitte des 18. Jahrhunderts hinein war Lärm vor allem ein Begriff aus dem militärischen Bereich, wofür u. a. auch heute ungebräuchliche Zusammensetzungen wie „Lärmplatz“ (ein Ort, an dem Menschen unter Waffen traten), „Lärmbläser“ und „Lärmschläger“ (Trompeter bzw. Tambour, der den Aufruf zum Sammeln gab) zeugen. Bereits im späten 18. Jahrhundert definierte der deutsche Sprachforscher und Lexikograph Johann Christoph Adelung den Begriff Lärm aber als „ein jeder lauter, beschwerlicher Schall“. Kurt Tucholsky notierte später einmal: „Lärm ist das Geräusch der anderen.“ Heute wird Lärm z. B. in Gesetzestexten als „unerwünschter Schall“ definiert und enthält somit neben einer biophysikalischen und medizinischen auch eine subjektive Komponente. So können zum Beispiel Geräusche von Kinderspielplätzen je nach Hörer ganz unterschiedlich – von ablehnend bis erfreut – beurteilt werden.
Der für Lärm umgangssprachlich häufig verwendete Begriff Radau ist bereits für das 19. Jahrhundert in Berlin belegt; er entstammte der Studentensprache, wo er eine durch Endbetonung an fremdsprachige Wörter angeglichene, lautnachahmende Bildung darstellte. Von Berlin aus breitete er sich in andere Sprachregionen aus. Synonym dazu wird – wahrscheinlich ausgehend vom rotwelschen Begriff palhe (Lärm), vom Ruhrgebiet bzw. Rheinland übergreifend auf andere Regionen – auch der Begriff Bohei oder auch Bahei (ursprünglich Buhei) im Sinne von „viel Lärm um nichts“ oder auch „viel Tamtam um etwas machen“ bzw. „(großes) Trara machen“ verwendet.

## Wahrnehmung

Hörbereich beim Menschen

Die auditive Wahrnehmung von Geräuschen als Lärm und die Lärmwirkung auf den Menschen hängen zum einen von messbaren physikalischen Größen ab:
- Schalldruckpegel: physikalisches Maß für die Stärke des Schalldrucks
- Tonhöhe: Hohe Töne werden anders empfunden als tiefe, in der Regel unangenehmer.
- Tonhaltigkeit: Einzelne tonale Komponenten im Geräusch erhöhen die wahrgenommene Lautstärke.
- Impulshaltigkeit: Geräusche mit starken Pegeländerungen wie Hämmern werden als unangenehmer empfunden als Geräusche mit konstanter oder gleichmäßiger Lautstärke.

Fortschritte der Messtechnik haben es möglich gemacht, die Frequenz-Zusammensetzung von Geräuschen zu ermitteln, was besonders beim Fluglärm eine Rolle spielt.
Die Informationshaltigkeit kann die Störwirkung von Lärm erhöhen, da sie eine erhöhte Aufmerksamkeit erregt. Sie ist zwar keine physikalische Größe, ihr Vorhandensein aber dennoch objektiv bestimmbar. Ton-, Impuls- und Informationshaltigkeit werden neben den Ruhezeiten bei der Beurteilung nach der TA Lärm durch Zuschläge berücksichtigt.
Zum anderen sind subjektive Faktoren maßgebend, wenn es um die Stärke der Lärmbelästigung geht:
- Tätigkeit: Während der Schlafenszeit wirkt Lärm extrem störend. Gleiches gilt bei Tätigkeiten, die hohe Konzentration erfordern.
- Die persönliche Bewertung: Geräusche, die jemand mag, werden auch bei hohen Lautstärken nicht als störend empfunden, Geräusche, die jemand nicht mag, gelten schon bei kleinen Lautstärken als störend (z. B. bestimmte Musik).
- Die soziale und kulturelle Bewertung: Z. B. werden Kirchenglocken von weniger Menschen als störend bezeichnet als ein laufender Motor vor dem Haus.
- Die persönliche Befindlichkeit: Bestimmte chronische oder akute Erkrankungen gehen mit einer erhöhten Lärmempfindlichkeit einher: z. B. Depressionen, Meningitis. Bei Epilepsie und Eklampsie kann Lärm ein Auslösefaktor für einen Anfall sein. Auch der allgemeine gesundheitliche Zustand eines Menschen kann sich auf die Lärmempfindlichkeit auswirken.
- Persönlichkeitseigenschaften: Introvertierte[8] und hochsensible[9] Menschen sind lärmempfindlicher als andere.

Von Lärmbelästigung wird dann gesprochen, wenn aufgrund auftretender Geräusche eine Aktivität unterbrochen bzw. behindert wird. Besonders lärmempfindlich reagieren Personen,
- wenn die sprachliche Kommunikation gestört wird; z. B. ein lautes Gespräch am Nachbartisch das Zuhören erschwert, eine konstante indifferente Lärmkulisse hingegen kann ausgeblendet werden (Cocktailparty-Effekt),
- wenn sie Denkleistungen erbringen, z. B. Auswendiglernen von Texten oder lernende Kinder in lauten Klassenräumen,
- wenn sie schlafen wollen.

Lärm kann die sprachliche Kommunikation beeinträchtigen, Gedankengänge unterbrechen, Entspannung verhindern sowie das Ein- und Durchschlafen erschweren.

## Lärmquellen

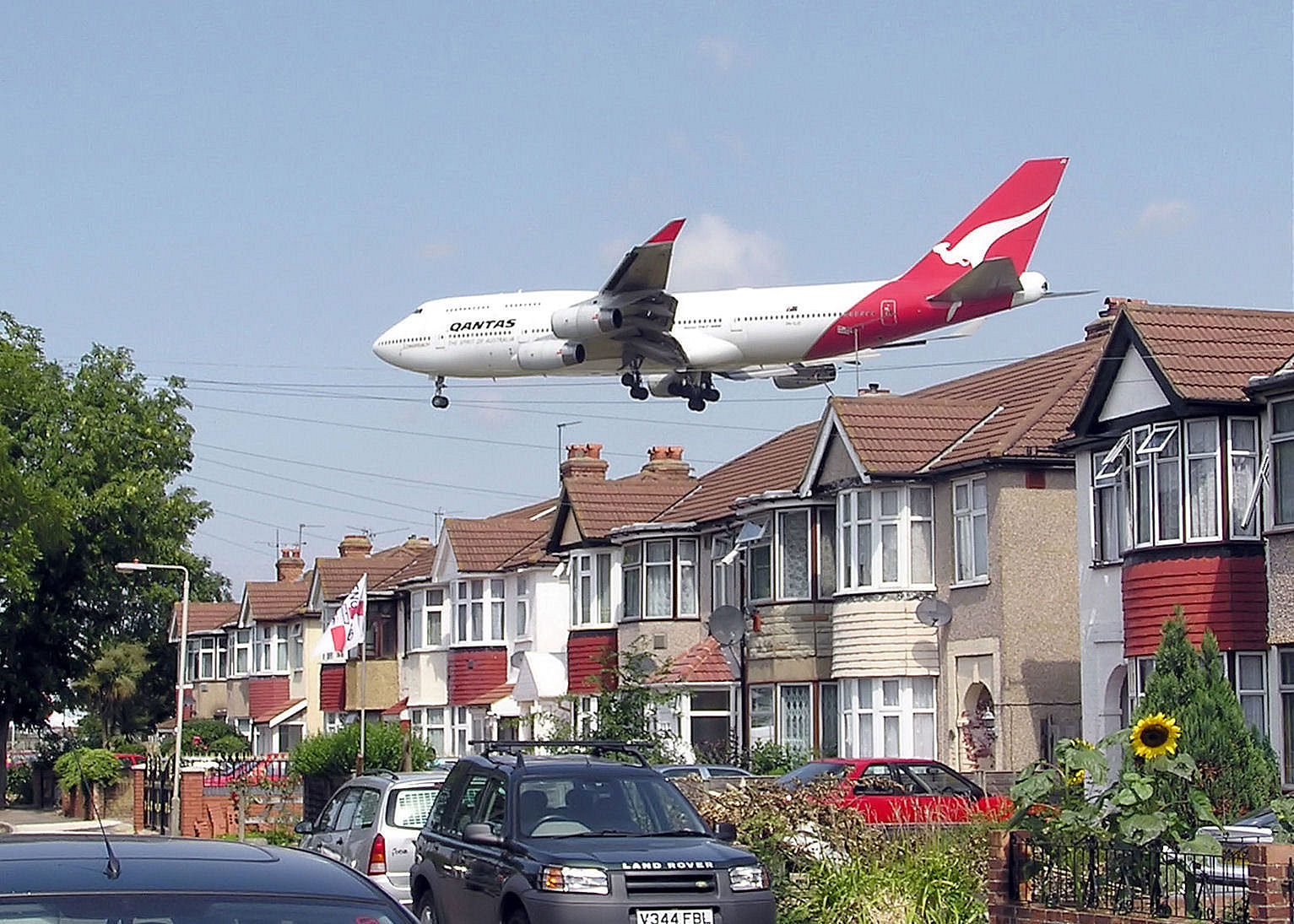
Flugzeug über einem Wohngebiet

Lärm kann unterschiedlichen Erzeugerquellen zugeordnet werden. Daraus ergeben sich verschiedene Wahrnehmungszusammenhänge und auch unterschiedliche Lärmwirkungen. Je nach der Quelle werden folgende Arten von Lärm unterschieden:
- Verkehrslärm: Straßenverkehrslärm, Schienenverkehrslärm, Fluglärm
- Gewerbelärm und Industrielärm
- Baustellenlärm
- Nachbarschaftslärm, Freizeitlärm

Diese Aufzählung ist nicht vollständig, entspricht aber den Einteilungen im deutschen Rechtssystem. Daneben gibt es weitere Lärmquellen wie Glockengeläut, Schießplätze, öffentliche Veranstaltungen, die teilweise in besonderen Regelwerken beschrieben sind. Im Zuge der europäischen Einigung wurde der Begriff Umgebungslärm neu geprägt, um die Gesamtheit der menschlichen Wahrnehmung verschiedener Lärmquellen zu erfassen.
Beispiele für Schallpegel in dB:
- Uhrticken 20 dB
- Flüstern 30 dB
- Kühlschrank 50 dB
- normales Gespräch 50 dB
- Büro 60 dB
- lautes Gespräch, Rasenmäher 70 dB
- starker Straßenverkehr 80 dB
- laute Fabrikshalle, schwerer Lkw 90 dB
- Presslufthammer, Diskothek 100 dB
- Kesselschmiede 110 dB
- Verkehrsflugzeug in 50 m Entfernung 120 dB

## Messung und Bewertung

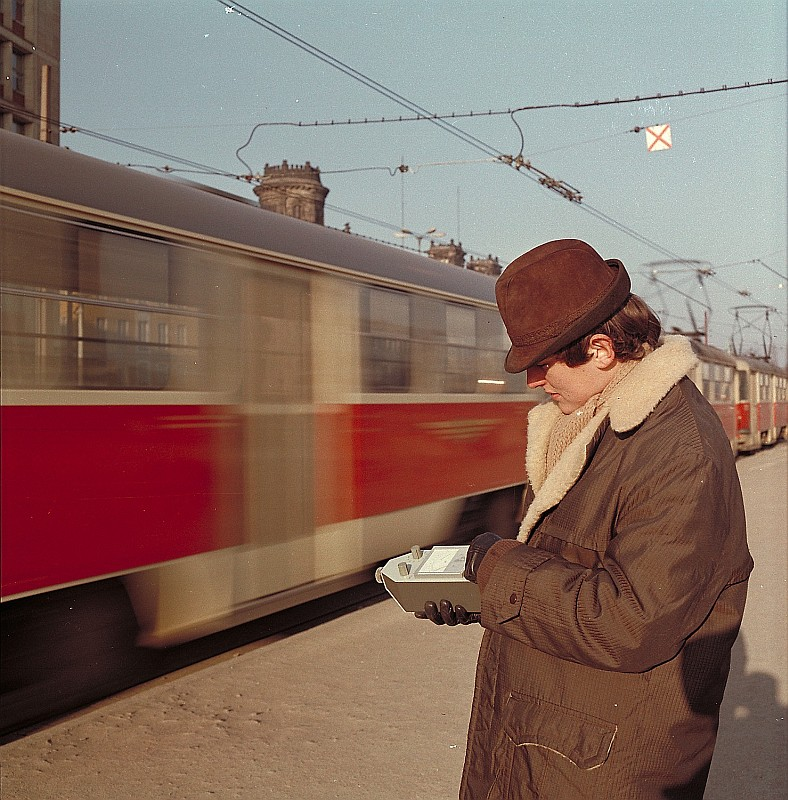
Schallmessung bei einer vorbeifahrenden Straßenbahn

Gemessen werden Schallereignisse mit Schallpegelmessern, die als Messergebnis den Schalldruckpegel in dB angeben. In nahezu allen Fällen wird dabei die A-Bewertung gewählt; diese wird häufig durch ein eingeklammertes A hinter der Einheitenangabe zusätzlich kenntlich gemacht. Manche Geräte können zusätzlich die Lautheit gemäß ISO 532 B ausgeben.

### Beurteilungspegel
Grundlage für die rechtliche Bewertung sind nach den in Deutschland gültigen Vorschriften und Normen die Messung oder Berechnung der Schallimmission. Um mögliche Belästigungen oder Schädigungen bewerten zu können, werden Beurteilungspegel gebildet, in dem auf den gemessenen Pegel Zuschläge z. B. für Tonhaltigkeit („Quietschen“) und Impulshaltigkeit („Hämmern“) gegeben werden. Die Berechnungs- und Messverfahren unterscheiden sich teilweise grundlegend (z. B. Fluglärm und Straßenverkehrslärm). Häufig werden Jahresmittelwerte berechnet, aus denen Aussagen über die einzelnen Ereignisse nicht mehr hergeleitet werden können.

### Lautheit
Messverfahren zur Lautheitsmessung können die Lautstärkewahrnehmung des Menschen relativ genau beschreiben. Die Normen DIN 45631 bzw. ISO 532 B beschreiben Verfahren zur Lautheitsmessung. Ergebnis dieser Messungen ist die Lautheit in Sone. Das Sone ist ein lineares Maß, eine Verdoppelung der Lautheit in Sone entspricht einer Verdoppelung der wahrgenommenen Lautstärke. Um vergleichbare Größen zur Pegelmessung zu erhalten, wird das Ergebnis von Lautheitsmessungen auch als – ebenfalls logarithmischer – Lautstärkepegel in Phon angegeben.

### Arbeitsplätze
Zur Beurteilung der Lärmsituation am Arbeitsplatz ist der Lärmexpositionspegel nach der Norm DIN EN ISO 9612 (2009-09) zu bestimmen. Die Lärmexposition am Arbeitsplatz setzt sich meist aus verschiedenen Anteilen zusammen. Aus den Lärmbelastungen, die bei den einzelnen Tätigkeiten entstehen, und den entsprechenden Zeitanteilen lässt sich die Gesamtexposition einer Person berechnen. Dazu kann der Lärmexpositionsrechner des Instituts für Arbeitsschutz der Deutschen Gesetzlichen Unfallversicherung verwendet werden. Der Rechner steht als Excel-Tabellenkalkulation (zum freien Download als Offline-Version) und als plattformunabhängige Webanwendung zur Verfügung.

## Gesundheitsschäden
Lärm kann für Menschen und Tiere belastend und schädigend wirken.
Lärm kann über das Gehör die Gesundheit insgesamt beeinträchtigen, an Lärm kann man sich nicht gewöhnen. Lärm ist ein Umweltfaktor, der sich nicht nur auf den Menschen bezieht, da auch zahlreiche Tiere in ihrer Kommunikation auf Schallsignale angewiesen sind. Auswirkungen wurden z. B. bei Singvögeln in städtischer Umgebung beobachtet. Lärm hat zudem Langzeitwirkungen auf Pflanzen.
Die folgenden Lärmpegel haben Auswirkungen auf das menschliche Verhalten:
- Bereits bei 45 dB(A) ist eine entspannte Konversation erschwert.
- Bei 50 dB(A) heben Betroffene die Stimme an.
- Bei 60 dB(A) müssen Betroffene laut sprechen.
- Bei mehr als 65 dB(A) Außenbelastung ändern Anwohner ihr Verhalten, d. h., sie halten Fenster geschlossen und Balkone werden nicht mehr genutzt.

### Allgemein
Die Weltgesundheitsorganisation WHO ermittelte in einer im Frühjahr 2011 veröffentlichten Studie Lärm als zweitgrößten, die Krankheitslast vergrößernden Umweltfaktor (nach Luftverschmutzung). In Europa sind nach Schätzung der europäischen Umweltagentur rund 20 Prozent der Menschen von einem Lärmpegel betroffen, der nach der Definition der WHO gesundheitsschädlich ist.
Häufige Lärmereignisse, z. B. durch Fluglärm, können die Gesundheit gefährden. Im Jahre 1910 prophezeite Robert Koch: „Eines Tages wird der Mensch den Lärm ebenso unerbittlich bekämpfen müssen wie die Cholera und die Pest“.
Angriffspunkt des Lärms ist dabei nicht nur primär das Ohr, sondern sekundär auch die Störung des Haushalts von Stresshormonen, insbesondere Cortisol und anderen Kortikosteroiden.
Lärmbelastung im Schlaf, etwa Nachtfluglärm, gilt als besonders kritisch. So kann nächtlicher Lärm auch durch hohe Einzelpegel auf Dauer zu Gesundheitsgefährdungen führen. Maximalpegel von 45 dB(A) und mehr können zu Aufwachreaktionen führen. Nach übereinstimmenden wissenschaftlichen Untersuchungen wird eine Erhöhung um 10 dB als Verdopplung der Lautstärke empfunden (siehe Psychoakustik). Eine Verdoppelung des tatsächlichen Schalldruckpegels findet jedoch schon bei einer Erhöhung um 3 dB statt.
Allgemeine Folgen von Lärmeinwirkung sind:
- körperlicher und seelischer Stress.
- Verminderung des körperlichen und geistigen Leistungsvermögens.
- Schwächung und Schädigung des Immunsystems.
- erhöhtes Unfallrisiko durch Verdecken von Warnsignalen.

### Herz-Kreislauf-System
Bereits bei einem Schalldruckpegel ab 55 dB(A) werden Geräusche vermehrt als Lärmbelästigung empfunden. Halten diese über einen längeren Zeitraum an, werden die Leistungsfähigkeit und das Wohlbefinden verringert. Geräusche von 65 bis 75 dB(A) bewirken im Körper Stress. Dieser kann zu arterieller Hypertonie (Bluthochdruck), Herz-Kreislauf-Erkrankungen und Myokardinfarkt (Herzinfarkt) führen. Lärm kann auch für eine Verminderung der Magensekretbildung sorgen und Ursache von Magengeschwüren sein.

### Menschliches Gehör

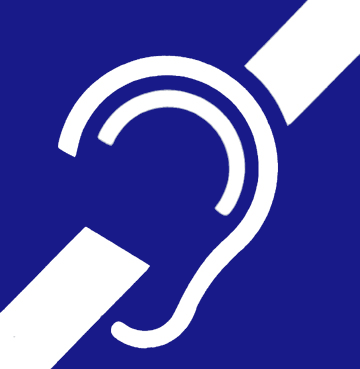
Internationales Symbol für Schwerhörigkeit

Bei Dauerschalleinwirkungen mit A-bewerteten Schalldruckpegeln ab 85 dB ist das menschliche Gehör gefährdet. Wirken Geräusche dieser Stärke über längere Zeiträume auf einen Menschen ein, ist mit der Entwicklung einer Lärmschwerhörigkeit zu rechnen. Berufsbedingte Einschränkungen des Hörvermögens stehen gegenwärtig in Deutschland an erster Stelle aller Berufserkrankungen.
Bei einem Schalldruckpegel über 110 dB(A) kann schon ein einmaliges Lärmereignis das Gehör schädigen (akutes Schalltrauma), insbesondere wenn die Schmerzschwelle überschritten wird. Die Schädigung hängt von der Zeit der Einwirkung und der Tonhöhe ab.
Neben Stress gilt Lärm auch als Hauptrisikofaktor für die Entstehung eines Tinnitus.

### Demenzerkrankungen
Eine dauerhafte Lärmbelästigung von 55 dB ist für rund 15 % aller Demenzerkrankungen verantwortlich. Ursache sind ein erhöhter Stresspegel und eine reduzierte Schlafqualität.

## Lärmnutzung
Die häufigste Anwendungsform von absichtlicher Lärmnutzung sind Lärminstrumente im Freizeitbereich. Vielen Kindern macht es Spaß, mit Trillerpfeifen, Ratschen, Blockflötenköpfen o. Ä. einfach nur Lärm zu machen. Vor allem im südafrikanischen Raum sind die seit der Fußball-WM 2010 auch in Europa bekannten Vuvuzela-Fanfaren sehr beliebt.

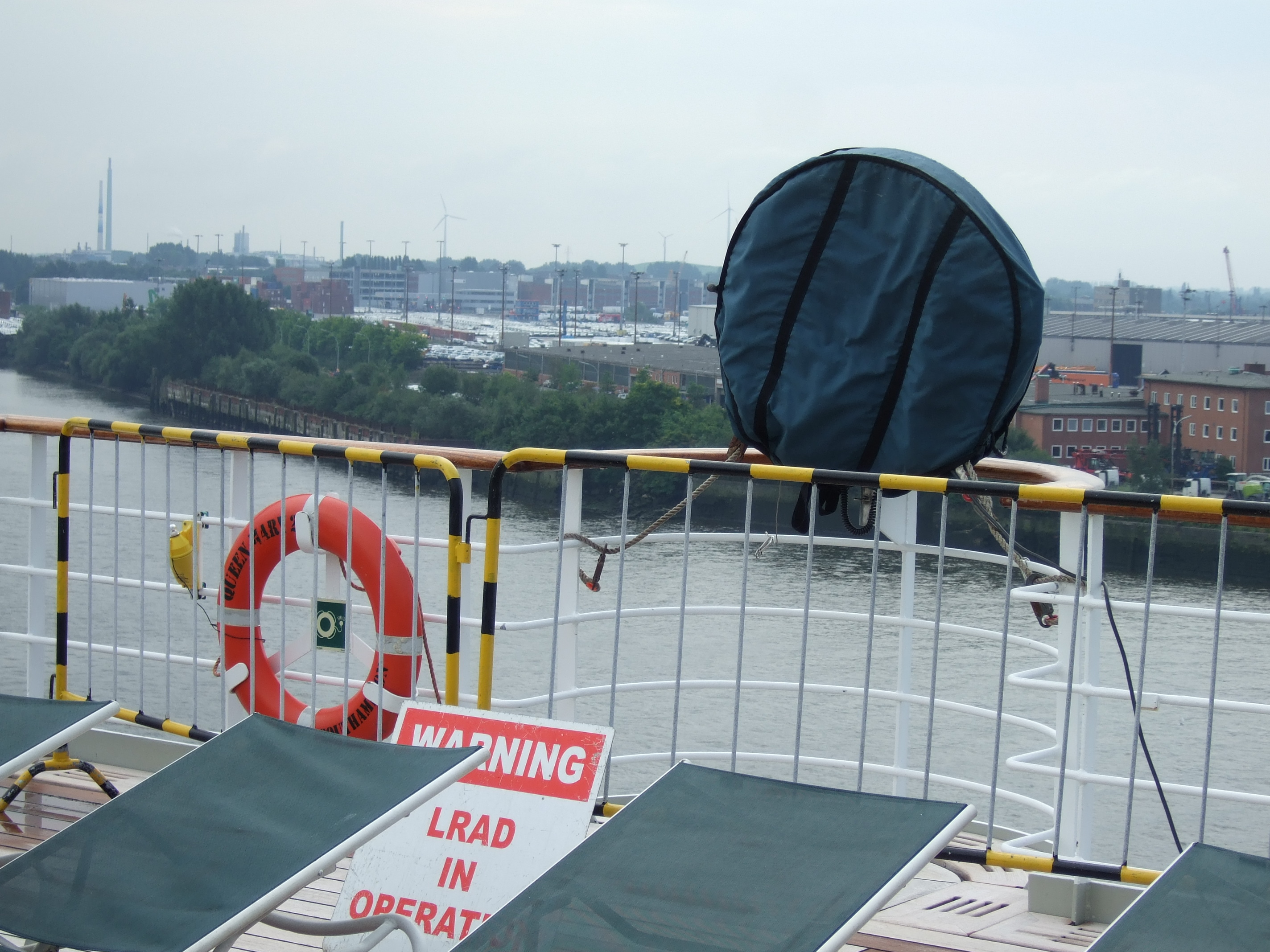
Schallkanone an Bord der Queen Mary II

Lärm kann auch absichtlich gegen Menschen eingesetzt werden. Sogenannte Schallkanonen können als nicht tödlich wirkende Mittel, z. B. gegen Piraterie, zum Einsatz kommen. Auch die New Yorker Polizei benutzte LRAD (Long Range Acoustic Devices) bei Demonstrationen. Dabei wird der Angreifende mittels gerichteter Lautsprecher mit für Menschen unerträglichem Lärm beschallt. Dieser Lärm zeichnet sich durch ein speziell für Menschen sehr unangenehmes Frequenzspektrum und besonders großen Schalldruck aus.
In der Musik wird große Lautstärke als Lärm bzw. Krach bezeichnet, wenn sie als neuerfundene oder neuorganisierte künstlerische Äußerung (zum Beispiel elektrisch verstärkt bzw. verzerrt) zunächst als unmusikalisch bzw. ungewohnt und sogar (politisch) störend und das „Krachmachen“ (etwa bei Jimi Hendrix) als revolutionäre Geste empfunden wird.

## Lärmbekämpfung, Lärmschutz, „Tag gegen Lärm“

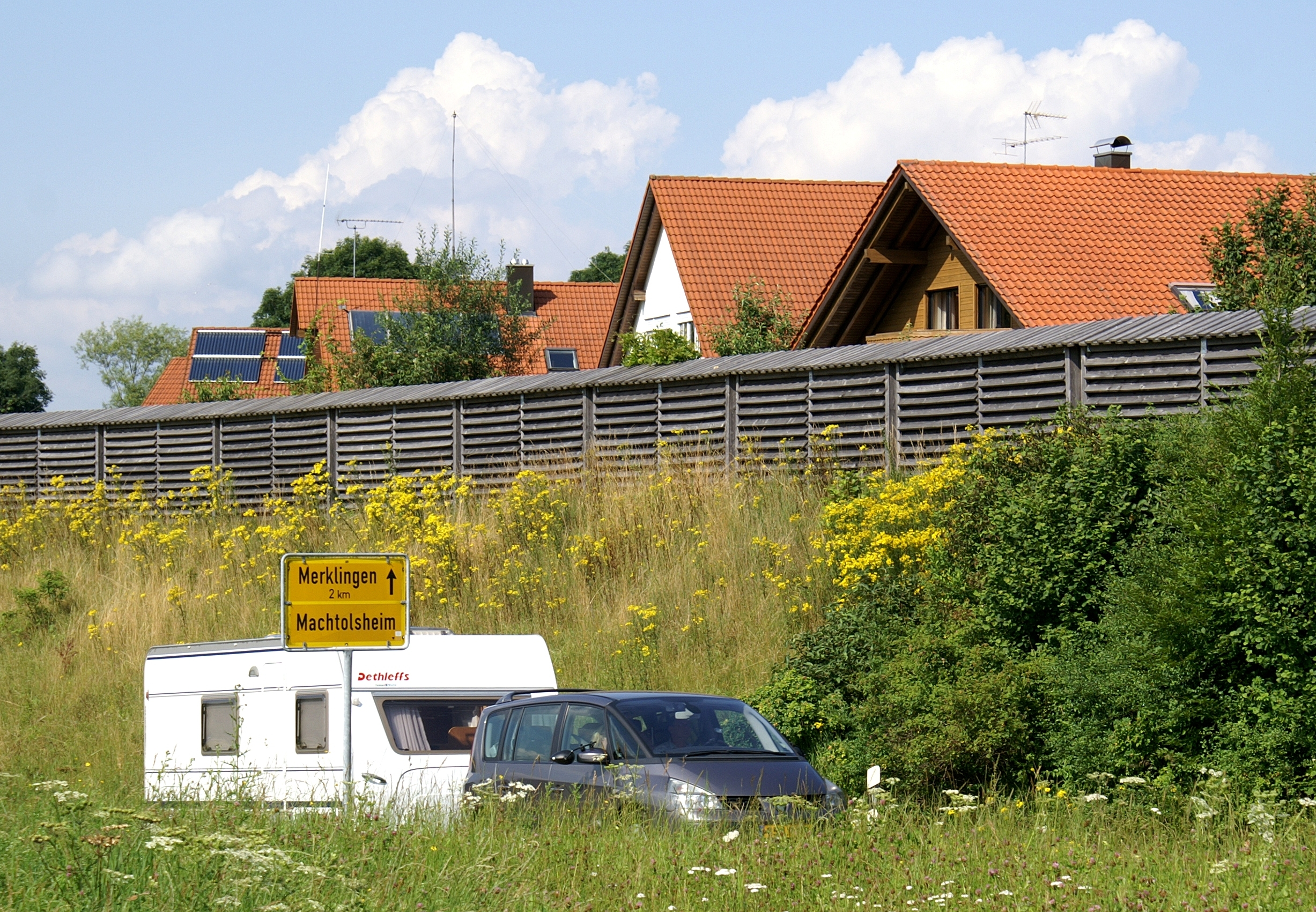
Lärmschutzwand aus nachwachsenden Rohstoffen

Logo des „Tags gegen Lärm“

Verschiedene Maßnahmen bieten Schutz vor Lärm: Z. B. Lärmvermeidung (Verkehrsreduzierung, -verlangsamung), technische Maßnahmen wie leisere Motoren, Schalldämmung, Lärmschutzwände oder -wälle, Lärmschutzfenster usw.
Staatlicherseits gibt es eine Vielzahl gesetzlicher Regelungen; in Deutschland z. B. gilt das Bundes-Immissionsschutzgesetz und die Straßenverkehrs-Ordnung (§1 u. a.: „Vermeidbare Belästigung“). Auf europäischer Ebene wurde die „Umgebungslärmrichtlinie“ erlassen. Auch weitere rechtliche Regelungen (z. B. zur Nachtruhe) können helfen, die Lärmbelastung und deren Folgen zu reduzieren.
Der in Deutschland 1998 proklamierte, jährlich jeweils am letzten Mittwoch im April stattfindende „Tag gegen Lärm“ ist die deutsche Variante des International Noise Awareness Day (dt. „Internationaler Tag zur Beachtung von Lärm“ oder „Internationaler Tag des Lärmbewusstseins“). In Deutschland wird dieser Aktions- und Gedenktag von der Deutschen Gesellschaft für Akustik organisiert und ist mit verschiedenen Aktionen verbunden, bei denen möglichst alle Altersgruppen angesprochen werden sollen. So gab es im Laufe der Jahre einen Malwettbewerb für Kinder, eine virtuelle Hörreise (Video bzw. CD) und Stadtführungen zum Thema. Er findet jährlich im Monat April statt. Alle, die mit Lärmschutz, Schutz der Ruhe, gutem Hören und Zuhören befasst sind, können sich mit regionalen oder überregionalen Aktionen beteiligen.
Das Umweltbundesamt beklagte 2012, dass „Lärmbewusstsein“ gesellschaftlich wenig ausgeprägt sei – anders als bei vielen anderen negativen Umwelteinflüssen, kaum jemand verzichte auf Aktivitäten, „um Lärm zu vermeiden“.

## Dokumentation
- 2020: Ist es zu laut bei uns? Der Lärm und seine Folgen – 45-minütige Fernsehdokumentation von Cornelia Volk und Thomas Unger für das MDR Fernsehen[37][38]

### International
- Noise-Planet: App zum Erstellen einer Open-Source-Lärmkarte

### Deutschland
Behörden
- Wenn Lärm krank macht, kindergesundheit-info.de, unabhängiges Informationsangebot der Bundeszentrale für gesundheitliche Aufklärung (BZgA)
- Lärmwirkungen: Gehör, Gesundheit, Leistung, Bundesanstalt für Arbeitsschutz und Arbeitsmedizin

Nichtregierungsorganisationen
- www.gefaehrdungsbeurteilung.de

- Arbeitsring Lärm der DEGA (ALD)
- Lange gut hören – Lärmbelastungen vorbeugen, hörkomm.de – Barrierefrei hören und kommunizieren in der Arbeitswelt, Projektleitfaden
- Tag gegen Lärm, offizielle Webseite der Deutschen Gesellschaft für Akustik

Medien
- Scobel: Wie der Lärm die Welt verpestet., 3sat-Mediathek, Sendung vom 26. Januar 2012

### Schweiz
Behörden
- Thema Lärm, bei Bundesamt für Umwelt (BAFU)
- Interaktiver Lernpfad zum Thema Lärm, bei www.laermorama.ch
- Lärmkarten der Schweiz, Bundesamt für Umwelt (BAFU)

Nichtregierungsorganisationen
- lärm.ch
- Lärmliga Schweiz